# 普勒尔 (马恩省)
普勒尔（法語：Pleurs，法語發音：[plœʁ] ⓘ）是法国马恩省的一个市镇，位于该省南部偏西，属于埃佩尔奈区。

## 地理
普勒尔（48°41'27"N, 3°52'15"E）面积16.72 平方千米，位于法国大東部大區马恩省，该省份为法国东北部内陆省份，北起阿登省，西北接埃纳省，西南接塞纳-马恩省，南至奥布省，东南接上马恩省，东临默兹省。
与普勒尔接壤的市镇（或旧市镇、城区）包括：兰特、昂格吕泽勒和库尔塞勒、科南特尔、盖村、兰泰勒、马里尼、奥涅。
普勒尔的时区为UTC+01:00、UTC+02:00（夏令时）。

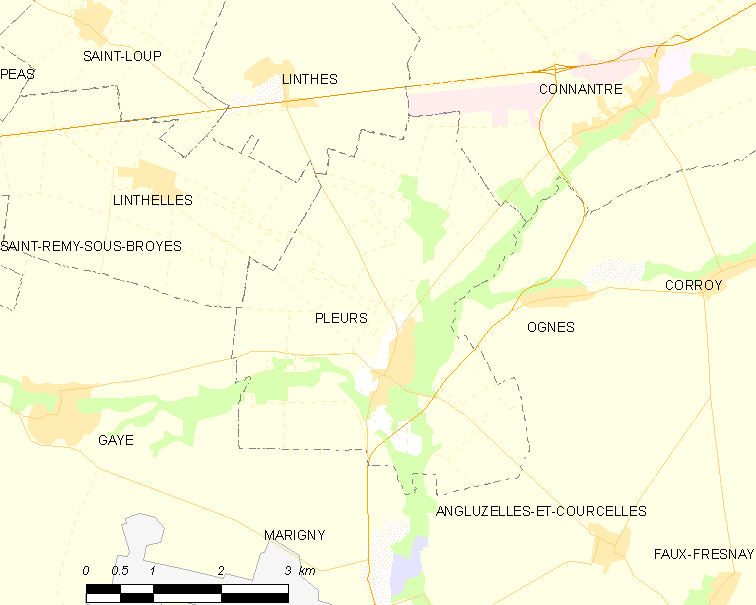
普勒尔的OSM定位图

## 行政
普勒尔的邮政编码为51230，INSEE市镇编码为51432。

## 政治
普勒尔所属的省级选区为韦尔蒂-香槟平原县。

## 人口

1962-2008年间普勒尔人口变化图示

普勒尔于2022年1月1日时的人口数量为826人。